# Susan Peters
Susan Peters (Spokane, Washington, 3 de juliol de 1921 − Visalia, Califòrnia, 23 d'octubre de 1952) va ser una actriu estatunidenca.

## Biografia
El seu veritable nom era Suzanne Carnahan, i va néixer a Spokane (Washington). El seu primer contracte va tenir lloc amb els estudis Warner Bros., encara que després de finalitzar la high school va començar a treballar per a MGM. La seva primera ocupació era llegir en les proves de pantalla al costat dels potencials nous actors. Passat poc temps havia impressionat amb el seu talent als executius cinematogràfics, i va començar a ser escollida per actuar a la pantalla gran.

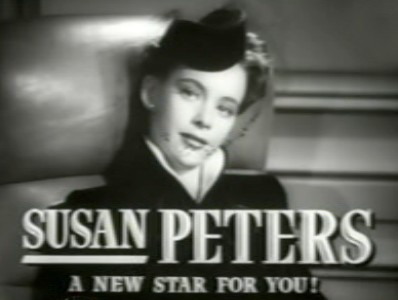
Escena de Random Harvest (1942)

En els seus dos primers anys com a actriu utilitzava el seu nom de naixement, fent papers petits, i sovint sense sortir als crèdits, en films com Meet John Doe (1941). Però la seva seductora actuació en un paper secundari a la cinta de MGM Tish li va valer un contracte. El seu primer paper d'importància a Random Harvest (1942), li va valer la nominació a l'Oscar a la millor actriu secundària.
Impressionats amb ella, a la MGM van començar a preparar-la per fer papers protagonistes, donant-li algunes produccions menors a fi d'anar consolidant-la com a actriu. Un paper protagonista a Song of Russia (1943) li va valer l'aplaudiment de la crítica, encara que el film no va tenir èxit comercial. Tanmateix, el 1944 va ser una del grup de deu intèrprets en ser elevada de la categoria d'"actor secundari" a la d'"estrella" oficial de l'estudi. Els altres van ser Esther Williams, Laraine Day, Kathryn Grayson, Van Johnson, Margaret O'Brien, Ginny Simms, Robert Walker, Gene Kelly, i George Murphy. En un retrat oficial pres als actors de MGM d'aquella època, es pot veure's a Peters compartint la primera fila amb el cap de l'estudi, Louis B. Mayer, i amb intèrprets com James Stewart, Mickey Rooney, Margaret Sullavan, Katharine Hepburn, Hedy Lamarr, i Greer Garson.
Peters es va casar amb el director i actor cinematogràfic Richard Quine el 7 de novembre de 1943. La parella va adoptar un fill que va anomenar Timothy Richard Quine. Peters i el seu marit estaven caçant ànecs l'1 de gener de 1945 quan una arma es va disparar accidentalment i l'actriu va resultar ferida, allotjant-se la bala en la medul·la espinal. L'accident li va produir una paraplegia permanent que l'obligava a utilitzar una cadira de rodes. Malgrat això, Peters va intentar continuar la seva carrera en el cinema.
MGM va continuar pagant el seu salari però, incapaç de trobar projectes adequats, Peters va haver de deixar l'estudi. Tot i això, va tornar a la pantalla per fer el primer paper a la pel·lícula de Columbia Pictures The Sign of the Ram  (1948), encara que la cinta no va tenir bon resultat de taquilla. El 1951 va actuar, en el paper d'una advocada, en la sèrie televisiva Miss Susan que tampoc no va tenir èxit. Com a actriu teatral, va actuar en gira amb les obres El zoo de vidre i The Barretts of Wimpole Street sent molt ben valorades les seves actuacions, encara que la seva discapacitat feia molt difícil la recerca de papers apropiats per a ella. A causa de tot això la seva carrera defallia i, després de separar-se del seu marit el maig de 1948, Peters en va patir una depressió. La seva salut va continuar deteriorant-se, complicada amb una anorèxia nerviosa, que li va generar una malaltia renal i una pneumònia. Va morir el 1952, als 31 anys, a Visalia (Califòrnia). Va ser enterrada en el Cementiri Forest Lawn Memorial Park de Glendale (Califòrnia).
Per la seva contribució a la indústria cinematogràfica, Susan Peters va rebre una estrella en el Passeig de la Fama de Hollywood, en el 1601 de Vine Street.

## Filmografia
Les seves pel·lícules més destacades són:
- 1940: Susan and God: Convidada a la festa[11]
- 1940: The Man Who Talked Too Much: Bit Role
- 1940: Young America Flies: Una de les amants de Jack
- 1940: Money and the Woman: Dipositant
- 1940: Camí de Santa Fe (Santa Fe Trail) de Michael Curtiz: Charlotte Davis
- 1941: La rossa explosiva (The Strawberry Blonde) de Raoul Walsh: Una noia
- 1941: Here Comes Happiness: Miss Brown
- 1941: L'home del carrer (Meet John Doe) de Frank Capra: Hound
- 1941: Scattergood Pulls the Strings: Ruth Savage
- 1941: Three Sons o' Guns: Mary Tyler
- 1942: Personalities
- 1942: The Big Shot: Ruth Carter
- 1942: Tish: Cora Edwards Bowzer
- 1942: Dr. Gillespie's New Assistant: Mrs. Howard Allwinn Young
- 1942: Random Harvest de Mervyn LeRoy: Kitty
- 1942: Andy Hardy's Double Life: Sue
- 1943: Assignment in Brittany: Anne Pinot
- 1943: Young Ideas de Jules Dassin: Susan Evans
- 1944: Song of Russia: Nadya Stepanova
- 1945: Keep Your Powder Dry d'Edward Buzzell: Ann 'Annie' Darrison
- 1948: The Sign of the Ram: Leah St. Aubyn

## Nominacions
- 1943	Oscar a la millor actriu secundària per Random Harvest